# Doll$Boxx
Doll$Boxx (ドールズボックス, Dôrusu bokkusu), stylisé DOLL$BOXX, transcription de Dolls Box (trad : Boîte à poupées), est un groupe féminin japonais, originaire de Tokyo. Formé en 2012, il est composé de cinq membres, (quatre musiciennes et une vocaliste) faisant la transition entre le rock et le metal. Le groupe est l'union entre la chanteuse Fuki du groupe Light Bringer (et Unlucky Morpheus) et les musiciennes du groupe féminin Gacharic Spin.

## Biographie
Doll$Boxx est formé en décembre 2012 à Tokyo sur les traces de deux groupes déjà existants : Gacharic Spin et Light Bringer. Il comprend la chanteuse Fuki (Light Bringer), la bassiste F Chopper KOGA (Gacharic Spin), la guitariste Tomo-Zo (Gacharic Spin), la batteuse Hana (Gacharic Spin) et la claviériste Oreoreona (Gacharic Spin).
Le premier album studio du groupe, intitulé Dolls Apartment est publié le 12 décembre 2012. En février 2013, le label Bishi-Bishi annonce la publication de Dolls Apartment à l'international, le 11 février au format digital sur les plateformes de téléchargement légales comme iTunes. Plusieurs singles, accompagnés de leurs clips, en sont extraits comme Karakuri Town, Merrily High Go Round et Take My Chance. En tout, il comporte dix chansons dont huit qui ont été adaptées en clips.
Après presque trois ans de pause, DOLL$BOXX revient en février 2017 jouer un concert à guichet fermé au Tsutaya O-East.

## Influences
Les influences du groupe sont multiples puisqu'elles vont de Deep Purple à Pantera, à savoir un mélange de classic rock, de thrash metal, d'industriel et de pop-rock.

## Membres
- Fuki (orange) : de son vrai nom Fuyuki TENGE (天外冬黄, Tenge Fuyuki?), née le 9 juillet. Elle est la chanteuse (vocaliste) et leader du groupe. Elle est principalement chanteuse de metal et fait actuellement partie du groupe de rock Light Bringer et du groupe de metal Unlucky Morpheus depuis 2008. C'est notamment elle qui s'occupe du site officiel de Doll$Boxx et écrit les chansons. Le groupe Unlucky Morpheus est parfois amené à enregistrer des morceaux instrumentaux. Malgré ces remarques, Fuki n'a pas affirmé arrêter sa carrière de chanteuse.
- F Chopper KOGA (F チョッパー KOGA) (vert) : De son vrai nom Michiko KOGA (古賀美智子, Koga Michiko?), née le 22 décembre 1986 (38 ans) à la Préfecture d'Aichi. Elle est la bassiste du groupe et occupe la même position dans le groupe Gacharic Spin. Elle a notamment été initialement membre du groupe The Pink Panda.
- Tomo-Zo (rose) : De son vrai nom Tomoko MIDORIKAWA (翠川智子, Midorikawa Tomoko?), née le 10 septembre 1988 (36 ans). Elle est la guitariste du groupe et fait le même travail dans le groupe féminin Gacharic Spin depuis 2010. Elle a été auparavant membre du groupe EU PHORIA.
- Oreo Reona (オレオレオナ) (violet) : De son vrai nom Reona SUZUKI (鈴木玲緒奈, Suzuki Reona?), née le 10 novembre 1986 (38 ans). Elle est la claviériste du groupe et occupe la même position dans le groupe Gacharic Spin. Elle a été auparavant membre du groupe EU PHORIA.
- Hana (はな ou 葉菜) (bleu) : De son nom complet Hana SANO (佐野はな, Sano Hana?), née le 16 mai 1986 (38 ans) à Tokyo. Elle est la batteuse du groupe et occupe la même position dans le groupe Gacharic Spin. Elle est initialement guitariste du 12. Hitoe, guitariste et batteuse de Heian, et bassiste de ARMERIA et The Spade 13.

## Vidéographie

### Clips
| N° | Titre                 | Vidéo    | Album           |
| -- | --------------------- | -------- | --------------- |
| 1  | Loud Twin Stars       | Regarder | Dolls Apartment |
| 2  | Merrily High Go Round | Regarder | Dolls Apartment |
| 3  | Take My Chance        | Regarder | Dolls Apartment |
| 4  | Roleplaying Life      | Regarder | Dolls Apartment |
| 5  | monopoly              | Regarder | Dolls Apartment |
| 6  | fragrance             | Regarder | Dolls Apartment |
| 7  | KARAKURI TOWN         | Regarder | Dolls Apartment |
| 8  | Omocha no Heitai      | Regarder | Dolls Apartment |
| 9  | Doll's Box            | Regarder | Dolls Apartment |

### DVD
- 27 août 2014 - Dolls Collection (ドールズ・コレクション?)